# Bram van der Stok

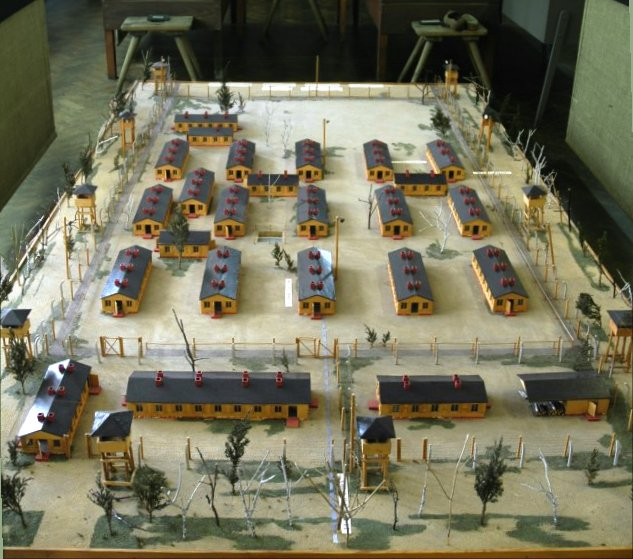
Makieta obozu Stalagu Luft III

Bram van der Stok (ur. 13 października 1915 w osadzie Pladjoe koło Palembang na Sumatrze, zm. 8 lutego 1993 w Virginia Beach, USA) – holenderski pilot wojskowy, jeden z uczestników „Wielkiej ucieczki” kilkudziesięciu oficerów alianckich ze Stalagu Luft III w Żaganiu.

## Życiorys
Uczył się w Lyceum Alpinum w Szwajcarii, następnie studiował medycynę w Lejdzie w Holandii. W 1936 przerwał studia i wstąpił do holenderskiego lotnictwa, gdzie został pilotem myśliwca. Po roku służby przeszedł do rezerwy i studiował medycynę na uniwersytecie w Utrechcie. Studia, które przerwała wojna, ukończył dopiero w 1951 roku.
Powołany do wojska w 1939, walczył do maja 1940 jako pilot myśliwca. Po kapitulacji Holandii pozwolono mu na kontynuowanie studiów medycznych. Utworzył komórkę ruchu oporu i trzykrotnie bezskutecznie starał się przedostać do Wielkiej Brytanii. Podczas czwartej próby dopłynął do Szkocji. W czerwcu 1941 odznaczony przez królową Wilhelminę brązowym krzyżem. Służył w RAF-ie, najpierw w 91 eskadrze, potem w 41 eskadrze stacjonującej w Westhampnett. Awansowany do stopnia kapitana, był dowódcą eskadry, uczestniczył w 6 bitwach powietrznych. Zestrzelony nad Francją i wzięty do niewoli był jeńcem Stalagu Luft III w Żaganiu.
Po dwóch nieudanych próbach ucieczki trzecia ucieczka van der Stoka, w której brało udział łącznie 80 oficerów, udała się – był jednak tylko jednym z trzech zbiegów, którym udało się ujść pościgowi i dotrzeć do Wielkiej Brytanii. Po powrocie brał udział w zwalczaniu pocisków V1. W marcu 1945 został dowódcą holenderskiego Dywizjonu 322.
Po ukończeniu przerwanych wojną studiów wyemigrował z żoną i trójką małych dzieci do USA. Pracował jako ginekolog i położnik w Syracuse i in. Pracował też w lotniczym laboratorium badawczym NASA w Huntsville (Alabama). W 1970 zamieszkał w Honolulu na Hawajach – był tam lekarzem; wstąpił do Służby Pomocniczej USCG, uczestniczył w 162 akcjach ratunkowych.
W 1987 roku opublikował książkę Pomarańczowy pilot wojenny. Zmarł w wieku 77 lat w Wirginii.

## Odznaczenia
- Oficer Orderu Oranje-Nassau
- Medal Brązowego Lwa
- Brązowy Krzyż – czerwiec 1941
- Krzyż Lotnika
- Order Imperium Brytyjskiego (wojskowy) – Wielka Brytania
- i inne